# Мініальбом
Мі́ніальбо́м (також міньйо́н, EP (ІПі), від англ. extended play) — спочатку 7-дюймова грамплатівка, яка включала в себе 3—4, зрідка 5 музичних композицій. Тривалість звучання — 15—20 хвилин, що робить мініальбом довшим за сингл, однак коротшим за повноцінний альбом. Як правило, повноцінний альбом налічує 8 чи більше композицій загальною тривалістю 40—60 хвилин. Сингл містить лише одну чи дві (5—10 хвилин). Диски діаметром 10 дюймів із 5-8 піснями також називаються мініальбомами.

## Формати мініальбомів

### Вінілові
Найпопулярнішим і традиційним форматом мініальбому є грамплатівка розміром 18 см зі швидкістю обертання 45 обертів на хвилину. Цей формат з'явився в США після Другої світової війни. Розквіт формату мініальбому припав на десятиліття із середини 1950-х до середини 1960-х рр. Як правило, ранні мініальбоми випускалися як дублікати довгограючих платівок для тих, чиї програвачі ще не могли відтворювати звук на швидкості 33,5 об/хв. Оскільки формат мініальбому дозволяв вмістити на платівку лише 4 пісні, такі дублікати виходили в 2—3 частинах, при цьому цілком повторюючи назву довгограючого альбому. Мініальбоми тих років також виконували роль невеликих компіляцій уже опублікованих синглів. Рідше це були самостійні мініальбоми з новим матеріалом.
Згодом формат довгограючих платівок став домінувати на ринку, і значення мініальбомів зменшилося: тепер вони маркетувалися як короткий огляд альбому, що готується до випуску. Такі оглядові мініальбоми, що передували довгограючим альбомам, прийнято називати «семплерами» (Album Sampler). З кінця 1960-х рр. мініальбоми стали скоріше винятком у дискографії виконавців популярної музики, ніж регулярною практикою. Як правило, такі платівки стали справжніми невеликими альбомами, задуманими самими виконавцями.
Окрім 18-сантиметрових вінілових платівок, був також поширений формат розміром 25 см. В наш час вінілові мініальбоми випускаються обмеженим тиражем, переважно для колекціонерів та діджеїв.

### Компакт-диски
Мініальбоми також виходять на компакт-дисках, однак регламентація формату досить умовна і залежить цілком від маркетування (деякі мініальбоми досягають 60 і більше хвилин звучання). У більшості випадків, мініальбоми на компакт-дисках складаються з 4—6 пісень. В останні роки вони стали популярні серед молодих груп, у яких недостатньо нового матеріалу для повноцінного дебютного альбому. У такому вигляді вони часто називаються «mini-albums» (замість EP). У силу невизначеного характеру формату, мініальбоми на компакт-дисках з легкістю плутають з синглами на компакт-дисках. Помітною рисою мініальбому є наявність більше ніж двох різних пісень, у той час як сингл найчастіше має одну нову пісню і необмежену кількість реміксів на неї.

## Сучасний стан
Мініальбоми становлять інтерес з погляду наявності на них унікальних композицій і версій, що не зустрічаються більше ніде. Наприклад, запис з живого виступу або окрема версія для певної країни, тощо. Також ЕР залишаються досить актуальними серед діджеїв, які грають з вінілових платівок та CD-дек. А сьогодні за допомогою таких стримінгових сервісів та онлайн-платоформ, як 
Juno Records, Beatport, Bandcamp і багатьох інших, випуск і продаж мініальбомів практично на будь-якому носії став дуже зручним та розповсюдженим форматом як для авторів, так і слухачів.